# You Can't Always Get What You Want
〈You Can't Always Get What You Want〉는 1969년 음반 《Let It Bleed》에 수록된 롤링 스톤스의 곡이다. 믹 재거와 키스 리처즈가 쓴 이 곡은 2004년 "역사상 가장 위대한 노래 500곡"에서 《롤링 스톤》이 선정한 역대 최고의 노래 100위에 이름을 올린 후 이듬해 한 자리를 내줬다.